# Волжин (хутор)
Волжин — хутор в Льговском районе Курской области России. Входит в состав Вышнедеревенского сельсовета.

## География
Хутор находится на реке Апока (левый приток Сейма), в 33 км от российско-украинской границы, в 73 км к юго-западу от Курска, в 15 км к юго-западу от районного центра — города Льгов, в 8,5 км от центра сельсовета — села Вышние Деревеньки.
Климат
Волжин, как и весь район, расположен в поясе умеренно континентального климата с тёплым летом и относительно тёплой зимой (Dfb в классификации Кёппена).
Часовой пояс
Хутор Волжин, как и вся Курская область, находится в часовой зоне МСК (московское время). Смещение применяемого времени относительно UTC составляет +3:00.

## Население
| 2002 | 2010 |
| ---- | ---- |
| 22   | ↘0   |

## Инфраструктура
Личное подсобное хозяйство. В хуторе 18 домов.

## Транспорт
Волжин находится в 12 км от автодороги регионального значения 38К-017 (Курск — Льгов — Рыльск — граница с Украиной), в 3,5 км от автодороги 38К-024 (Льгов — Суджа), в 3 км от автодороги межмуниципального значения 38Н-447 (38К-024 — Левшинка), в 5,5 км от ближайшего ж/д остановочного пункта 378 км (линия 322 км — Льгов I).
В 136 км от аэропорта имени В. Г. Шухова (недалеко от Белгорода).